# Mănăstirea Dejani
Mănăstirea Dejani este o mănăstire ortodoxă din România situată în satul Dejani, județul Brașov.

## Istoric
În secolul al XVIII-lea în Țara Făgărașului existau numeroase mănăstiri mici, amplasate la marginea satelor, în pădure sau în locuri de pășunat. Erau un fel de sihăstrii sătești, care purtau numele localităților din apropiere. Nu se cunoaște cu exactitate când a fost ctitorită mănăstirea de la Dejani, documentele referitoare la aceasta fiind foarte puține. Mănăstirea apare în câteva însemnări pe cărți de cult de la începutul secolului al XVIII-lea. În acestea apar numele a doi monahi: preotul Ioan din Iași – viitorul monah Isaia și preotul Dănilă din Dejani - viitorul monah Daniil. Istoria mai consemnează faptul că episcopul Inochentie al Râmnicului a dăruit un Triod (Râmnic,1733) schitului Dejani.
Mănăstirea era atunci o modestă construcție de lemn, cu temelie din piatră. Locuințele călugărilor, mici colibe din lemn, se pierdeau în ascunzișurile pădurii. Doar o cărare de munte străbătea acest loc izolat. Obștea era constituită din 5-6 călugări cu viață aspră de pustnicie. În pomelnicul mănăstirii, alături de cei menționați anterior, mai apar și călugării Augustin și Ivanichie.
Ca toate celelalte mănăstiri făgărășene, apărătoare ale credinței ortodoxe, mănăstirea de la Dejani a fost distrusă de armatele generalului Bukow, din ordinul împărătesei Maria Tereza, căzând victimă a luptei de catolicizare dusă de Imperiul austro-ungar în secolul al XVIII-lea. Astfel în 1761 călugării de la Dejani au fost martirizați, doar câțiva fugind dincolo de munți, la mănăstirile din Argeș. La ruinele mănăstirii au venit de-a lungul vremii credincioși și preoți în pelerinaj, rugându-se pentru vremuri mai bune.

### Reconstrucția mănăstirii
După 1989 a renăscut dorința refacerii acestui centru monastic făgărășean. Sub oblăduirea Înalt Prea Sfințitului Antonie, Mitropolitul de atunci al Ardealului, episcopul vicar al acelei vremi - Prea Sfințitul Serafim Făgărășeanul - era în căutarea unor monahi vrednici în a relua viața mănăstirească a Dejanului cu tot ceea ce ținea de reconstrucția mănăstirii.
Primii pași spre însemnarea acestui loc cu o troiță i-a făcut, cu puțin timp înainte să moară, părintele Aurel Popa din Făgăraș, parohul bisericii „Adormirea Maicii Domnului“ din cimitirul vechi. Un efort susținut și asiduu pentru revigorarea și reconstrucția mănăstirii a fost depus și de părintele Ioan Ciocan, actualul protopop al Făgărașului, legat pe atunci atât de parohia Dejani cât și de cea de la Pojorta, unde pornise pictura bisericii. La vremea hotărâtă de Dumnezeu, în mod providențial, în anul 1992 au venit în aceste locuri călugări din Moldova, de la mănăstirile Sihăstria și Sihla, reactivând vatra monahală.
Locul a fost defrișat și curățat, s-au montat două troițe, Poiana Mănăstirii redevenind loc de pelerinaj. Cu ajutorul credincioșilor din împrejurimi s-au construit câteva chilii și un paraclis în care ulterior s-a amenajat trapeza.
În anul 1994 s-a pus piatra de temelie a noii biserici, ridicată de meșterul Petre Ciornei din Vatra Moldoviței. Împreună cu o echipă de 13 lucrători, renumitul meșter a construit biserica de la temelii, în timp de 36 de zile. Lăcașul, o construcție spațioasă din lemn, în plan triconic, cu pridvor închis, pronaos și altar. Înălțimea până în vârful turlei este de 19 m.
Pictura în frescă a fost realizată de Dorel Beșleagă din Sibiu în anul 1998. Catapeteasma din lemn de stejar a fost sculptată de meșteri din Vânători-Neamț, la fel și iconostasul și mobilierul. Biserica a fost sfințită cu hramul „ Acoperământul Maicii Domnului” chiar în ziua de prăznuire, la 1 octombrie 2000, de către Prea Sfințiul Visarion Rășinăreanul, episcop vicar al Arhiepiscopiei Sibiului.

## Galerie foto

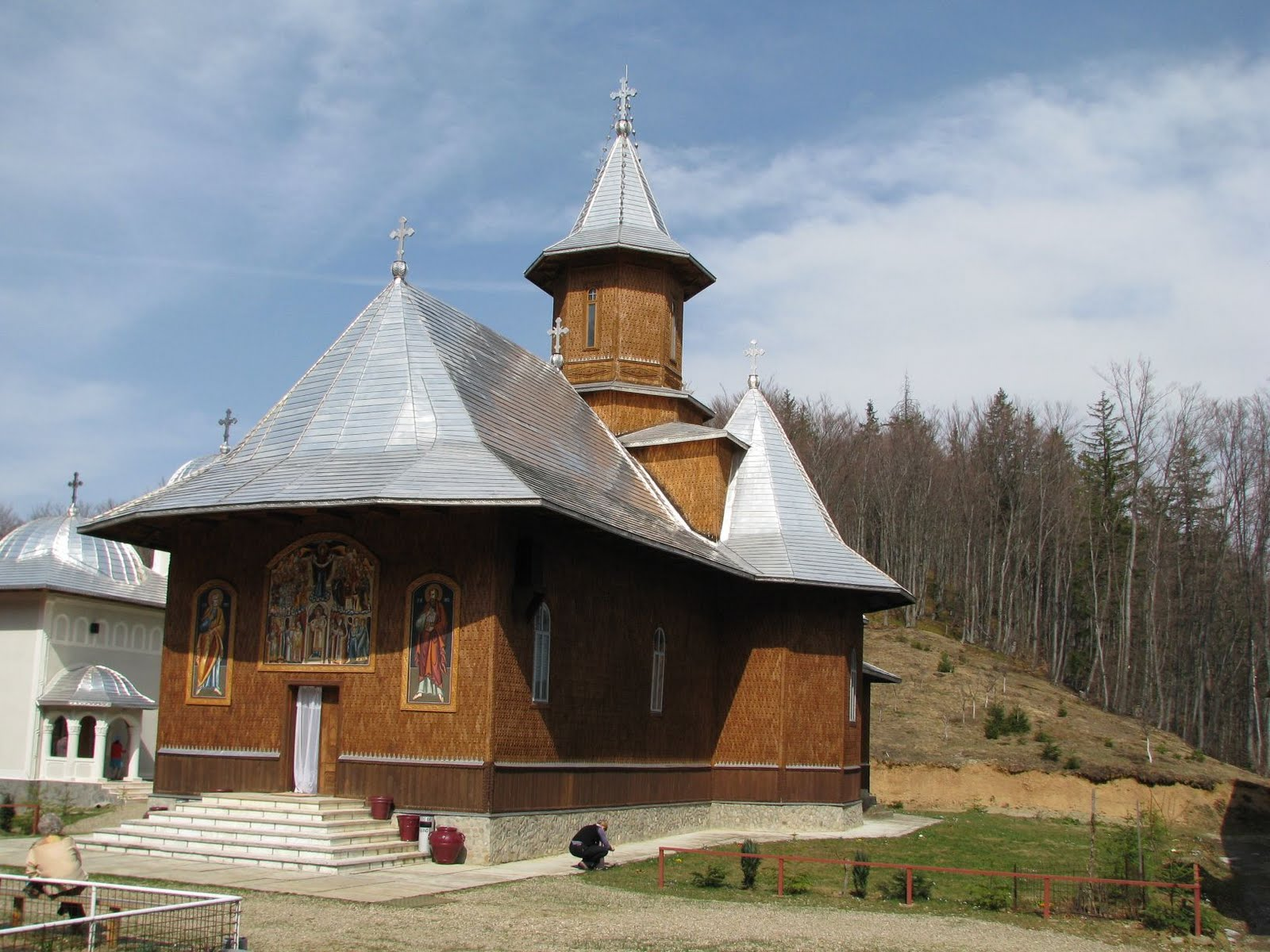
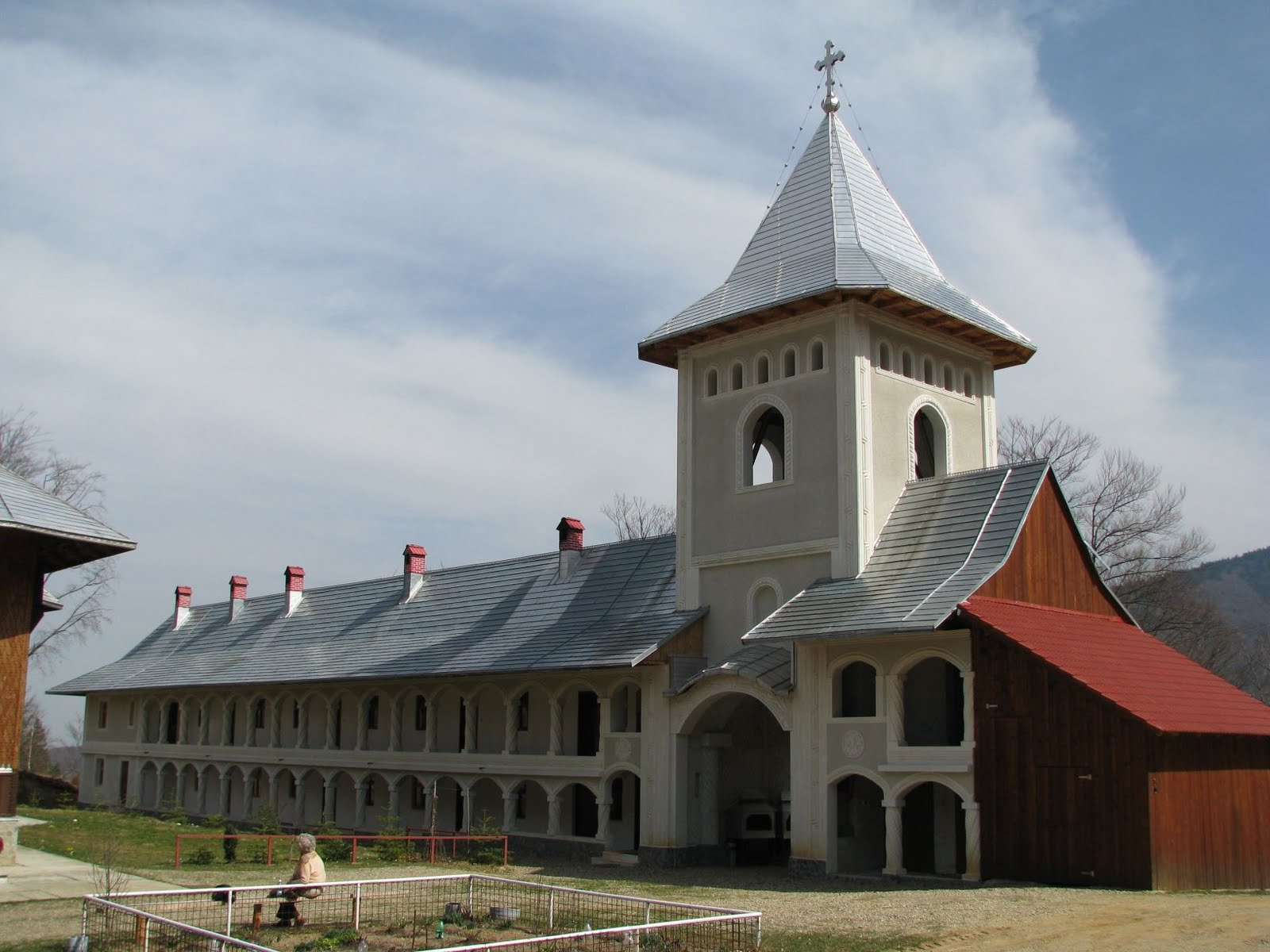
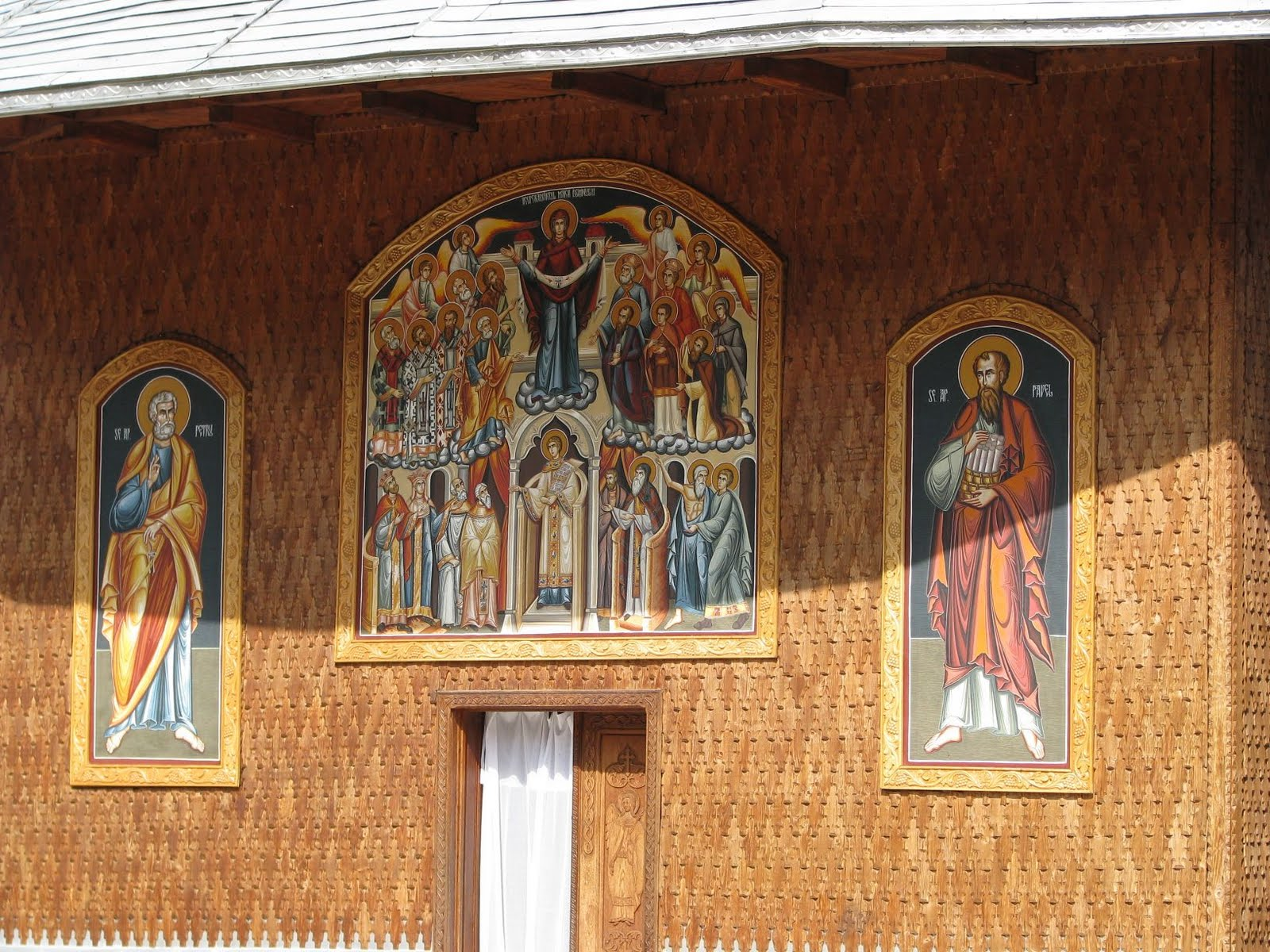
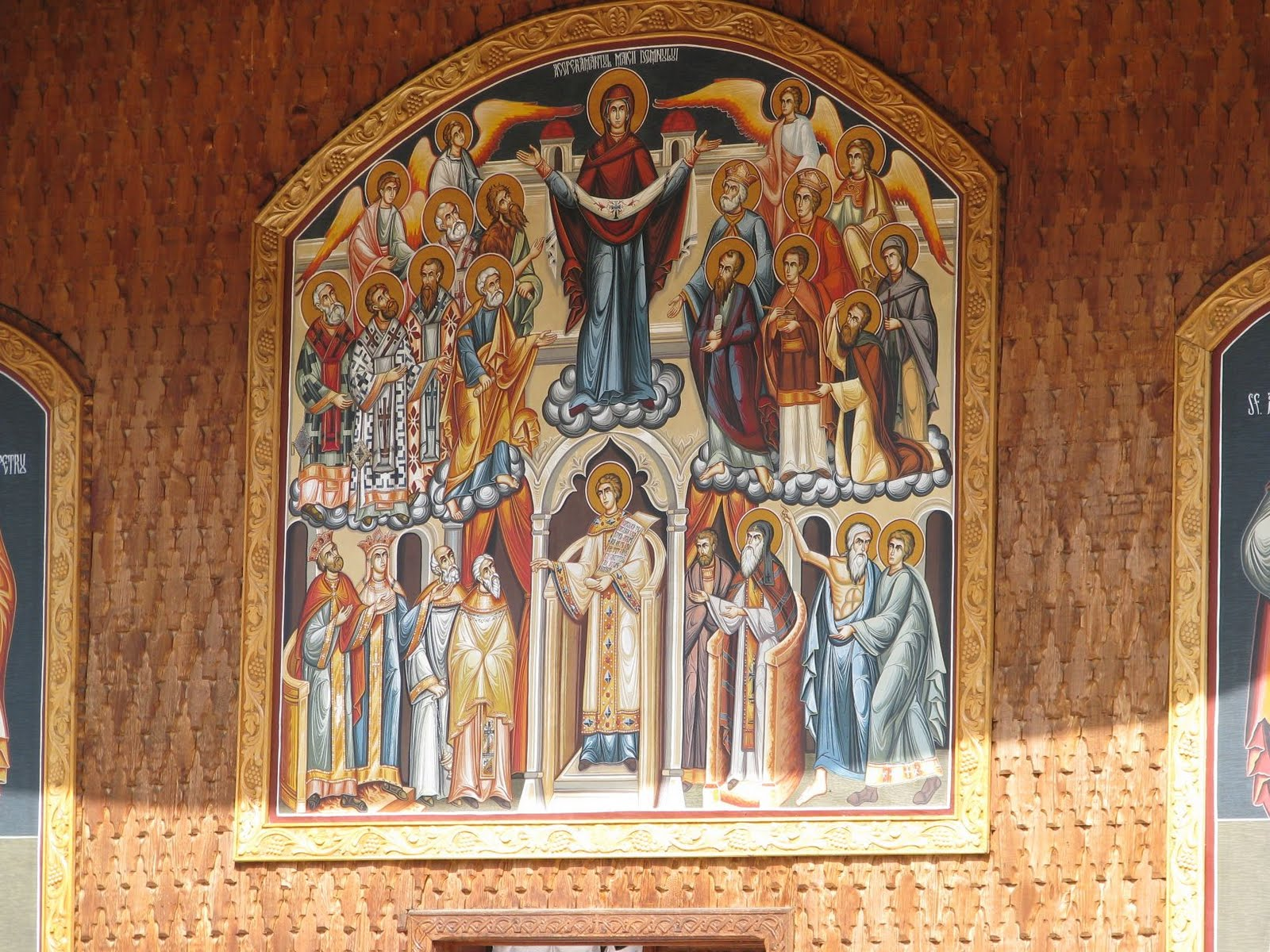